# 梶田達二
梶田 達二（かじた たつじ、1936年〈昭和11年〉5月24日 - 2011年〈平成23年〉10月8日）は、日本の画家、イラストレーター。ボックスアートを得意とした。愛知県名古屋市港区出身。理科美術協会、ミロの会会員。

## 略歴
愛知県立惟信高等学校を卒業。家業の楽器製造会社を手伝う傍ら、挿絵画家の小松崎茂の作品を摸写。1959年（昭和34年）、集英社より単行本の挿絵でデビュー。同年、上京。
秋田書店「冒険王」9月号で雑誌デビュー。また、小学館、講談社、光文社、少年画報社、徳間書店、学習研究社などの少年誌、学年誌に表紙、口絵、挿絵を発表する。また、プラモデルの箱に航空機や艦船を描くボックスアートの世界で活躍。他に図鑑、ポスターなど幅広く手がけた。
2011年（平成23年）、胃癌のため死去。

## 著書
- 昭和怪獣画報 梶田達二画集 洋泉社 2014